# Duane G. Carey
Duane Gene Carey (ur. 30 kwietnia 1957 w Saint Paul) – amerykański lotnik wojskowy i astronauta.

## Życiorys
W 1975 ukończył szkołę w Saint Paul, a w 1982 inżynierię techniki aeronautycznej na Uniwersytecie Minnesoty. Od 1981 służył w armii, w 1983 ukończył kurs pilotażu, był pilotem m.in. w England Air Force Base w Luizjanie i w amerykańskiej bazie wojskowej w Korei Południowej, 1991-1992 przechodził szkolenie w United States Air Force Test Pilot School w Edwards Air Force Base w Kalifornii, później pracował jako pilot doświadczalny. Ma wylatane ponad 4300 godzin na ponad 35 typach maszyn. 1 maja 1996 został wybrany przez NASA kandydatem na astronautę, w sierpniu 1996 rozpoczął trening astronautyczny w Centrum Lotów Kosmicznych imienia Lyndona B. Johnsona. Od 1 do 12 marca 2002 był pilotem misji STS-109 trwającej 10 dni, 22 godziny i 10 minut.
W październiku 2004 opuścił NASA.
Stowarzyszenie Uczestników Lotów Kosmicznych (Association of Space Explorers) przyznało mu Universal Astronaut Insignia za lot orbitalny (nr 410).